# Robert D. Holt
Robert Dan Holt (* 1951) ist ein US-amerikanischer Ökologe, Evolutionsbiologe und Hochschullehrer an der University of Florida.
Holt wurde 1979 an der Harvard University mit der Dissertation Predation and the Structure of Ecological Communities zum Ph.D. promoviert. Er ist Eminent Scholar und Inhaber des Arthur R. Marshall, Jr., Chair in Ökologie an der University of Florida.
Er befasst sich mit theoretischen Fragen auf der Ebene einzelner Populationen und Gemeinschaften (Metacommunities) in der Ökologie und Verbindungen von Ökologie zur Evolutionsbiologie. Außerdem wendet er die moderne ökologische Theorie auf Fragen der Arterhaltung und des Naturschutzes an. Neben theoretischer Arbeit führt er auch großräumige Experimente zur Habitat-Fragmentation durch. Bei der Metaanalyse solcher Experimente zeigte er, dass gute Verbindungen und Korridore zwischen den Habitaten positive Auswirkungen auf die Arterhaltung und Biodiversität haben. Er untersuchte auch die Rolle von Biodiversität bei Erkrankungsanfälligkeit und Epidemien, Ausbreitung invasiver Arten und Erhaltung und Rolle ökologischer Nischen.
Er ist bekannt für Forschung zu scheinbarem Wettbewerb (englisch apparent competition) bei Arten, die gemeinsame Feinde (Prädatoren) haben, und zeigte, dass dies die Form eigentlichen evolutionären Wettbewerbs um Ressourcen simulieren kann und wie man beide Typen unterscheiden kann. Das bereitete theoretisch das Konzept der Schlüsselarten vor.  Außerdem analysierte er die Rolle von Habitat-Gebieten mit unterschiedlicher Produktivität auf die Jäger-Beute-Beziehungen und intraguild predation (IGP), das heißt die Situation, in der verschiedene Arten nicht nur um Nahrung konkurrieren, sondern sich auch gegenseitig direkt als bekämpfen. Dabei arbeitete er mit Gary Polis zusammen.
2011 erhielt Holt den Sewall Wright Award. Er wurde 2013 in die American Academy of Arts and Sciences gewählt, 2022 in die National Academy of Sciences. Er gehört zu den hochzitierten Wissenschaftlern auf seinem Gebiet.

## Schriften (Auswahl)
- Predation, apparent competition, and the structure of prey communities, Theoretical Population Biology, Band 12, 1977, S. 197–229
- mit G. A.Polis, C. A. Myers: The ecology and evolution of intraguild predation: potential competitors that eat each other, Annual Review of Ecology and Systematics, Band 20, 1989, S. 297–330
- mit G. A. Polis: Intraguild predation: the dynamics of complex trophic interactions, Trends in Ecology & Evolution, Band 7, 1992, S. 151–154
- mit G. A. Polis, W. B. Anderson: Toward an integration of landscape and food web ecology: the dynamics of spatially subsidized food webs, Annual Review of Ecology and Systematics, Band 28, 1997, S. 289–316
- mit G. A. Polis: A theoretical framework for intraguild predation, The American Naturalist, Band 149, 1997, S. 745–764
- mit J. H. Lawton u. a.: Biodiversity inventories, indicator taxa and effects of habitat modification in tropical forest, Nature, Band 391, 1998, S. 72–76
- mit D. M. Debinski: A survey and overview of habitat fragmentation experiments, Conservation Biology, Band 14, 2000, S. 342–355
- mit M. A.Leibold u. a.: The metacommunity concept: a framework for multi-scale community ecology, Ecology Letters, Band 7, 2004, S. 601–613
- mit M. Holyoak, M. A. Leibold: Metacommunities: spatial dynamics and ecological communities, University of Chicago Press 2005
- mit F. Keesing, R. S. Ostfeld: Effects of species diversity on disease risk, Ecology Letters, Band 9, 2006, S. 485–498
- mit D. F. Sax u. a.: Ecological and evolutionary insights from species invasions, Trends in Ecology & Evolution, Band 22, 2007, S. 465–471
- mit F. Keesing u. a.: Impacts of biodiversity on the emergence and transmission of infectious diseases, Nature, Band 468, 2010, S. 647–652
- mit J. J. Wiens u. a.: Niche conservatism as an emerging principle in ecology and conservation biology, Ecology Letters, Band 13, 2010, S. 1310–1324
- mit J. A. Estes u. a.: Trophic downgrading of planet Earth, Science, Band 333, 2011, S. 301–306
- mit T. Tscharntke u. a.: Landscape moderation of biodiversity patterns and processes: eight hypotheses, Biological Reviews, Band 87, 2012, S. 661–685 (doi.org/10.1111/j.1469-185X.2011.00216.x)
- mit N. M. Haddad u. a.: Habitat fragmentation and its lasting impact on Earth’s ecosystems, Science Advances, Band 1 (2), 2015, e1500052